# Culicoides duddingstoni
Culicoides duddingstoni är en tvåvingeart som beskrevs av Kettle och Lawson 1955. Culicoides duddingstoni ingår i släktet Culicoides och familjen svidknott. Inga underarter finns listade i Catalogue of Life.